# Hindujska besedila
Osrednja hindujska književnost je napisana pretežno v sanskrtu. Pravzaprav je učenje oblikoslovja in jezikoslovja tega jezika neločljivo povezano s preučevanjem ved in drugih hindujskih besedil.
Hindujska književnost je razdeljena v dve kategoriji: šruti – to, kar se sliši (razodetje) in smriti – to, kaj se zapomni (tradicija). Vede so del prve kategorije, zato jih imajo mnogi hindujci za sveta besedila. Postvedska besedila spadajo v drugo kategorijo; to so razne šastre in itihaase ali zgodovinske pripovedi v epski obliki. Bhagavad-gita, za večino hindujcev sveta knjiga, je neke vrste križanec med verskimi epi in vedskimi upanišadami.
Hindujska besedila se običajno ubadajo s številnimi stopnjami tolmačenja. Te stopnje obsegajo snovno ali naravno sfero, subtilno sfero ter duhovno sfero.

## Vede
Vede tvorijo najstarejši sloj sanskrtske književnosti in so najstarejša hindujska sveta besedila.
Sodeč po hindujski tradiciji, vede niso »delo človeških rok« (apauruṣeja). Ker so avtorji neznani, naj bi bile neposredno razodete. Zato se imenujejo tudi šruti. Vedske mantre recitirajo ob hindujskih molitvah, verskih funkcijah ter ob drugih posebnih priložnostih.
Filozofije in sekte, ki so se razvile na indijskem subkontinentu imajo različne poglede na vede. Šole indijske filozofije, ki kot sveto avtoriteto navajajo vede, so označene kot »ortodoksne« (āstika). Preostali dve indijski filozofiji, budizem in džainizem, nista sprejeli veljavnost ved, zato sta se razvili v ločeni veri. V indijski filozofiji imajo ti dve skupini za »heterodoksni« ali »nevedski« (nāstika) šoli.
Osrednje žarišče vseh ved je vedsko žrtvovanje, ki ga vodijo štirje svečeniki. Vsak je zadolžen za eno od ved. Temu karmičnemu obredu prisostvuje ognjeni bog Agni. Le s pomočjo Agnija imajo svečeniki (in ostala družba) dostop do bogov (deva).
Vede štejejo štiri besedila. Rigveda, Jadžurveda, Samaveda in Atharvaveda predstavljajo razne šakhe («veje«) znanja. Vsaka veja in veda ima svoje razlage in navodila.
1. Rigveda vsebuje himne (mantre), ki oblikujejo mitologijo starodavnih vedskih običajev.
2. Samavedo pretežno sestavljajo mantre iz Rigvede, vendar so posebej urejene tako, da ustrezajo soma žrtvovanju.
3. Jadžurvedo sestavljajo podrobna prozna navodila za žrtvene obrede.
4. Atharvaveda vsebuje magične uroke zoper sovražnike, čarovnike, bolezni in napake, ki so nastale med žrtvenimi obredi. V tej vedi pa se nahajajo tudi opisi kraljevskih dolžnosti in globljih duhovnih resnic.[7]

Vsako od teh štirih ved lahko razdelimo na dva dela:
1. Mantrični del, imenovan tudi samhita (संहिता), je zbirka himn za vedske žrtvene obrede.
2. Brahmanski del (ब्राह्मण) (ne smemo ga zamešati z Brahmanom ali brahminom), vsebuje točna pravila in omejitve za žrtvene obrede, kot tudi prozne razlage, ki tolmačijo pomen manter in obredov.[7]

Brahmane, ki opisujejo pravila in namen samhit, so nadaljnje razdeljene na:
1. aranjake (आरण्यक), ki zaključujejo brahmane in
2. upanišade (उपनिषद्), ki vsebujejo visoko filozofska in metafizična besedila o naravi duše (ātman) ter o odnosu le-te do Brahmana.

Upanišade v celoti pogosto imenujejo vedanta («konec ved«) -- ne le zato ker se dejansko pojavijo na zadnjih straneh vsake vede, temveč tudi zato ker mnogi mistične resnice, ki jih izražajo, dojemajo kot vrhunec vsega vedskega znanja.

## Upanišade
Upanišade res stojijo ob boku ved, vendar v hindujski filozofiji njihova dejanska pomembnost močno presega katera koli druga sveta besedila. Upanišade so celo botrovale nastanku Bhagavad-gite, samooklicane »joga upanišade«. Zaradi tega si upanišade zaslužijo pogled, neodvisen od samhit in brahman, katerih ritualizma so se upanišade izogibale. Upanišade tvorijo vedanto in so temelj klasične indijske misli.
Upanišade («sedenje ob učitelju«) so del hindujskega šrutija; ta verska besedila obravnavajo predvsem filozofijo in »kozmično resničnost«; vsebujejo tudi prepise raznih pogovorov. Upanišade naj bi sestavljalo 123 knjig, vendar jih kot primarne vsi hindujci priznavajo le 13. Besedila so komentarji na vede, njihova veja hinduizma pa se imenuje vedanta. Za bolj podrobno obravnavo mističnih temeljev hinduizma preberite glavni članek o upanišadah.
Upanišade priznavajo tako vzhodnjaški kot zahodnjaški filozofi; vsi, od Schrödingerja, Thoreauja in Emersona do Tagoreja, Gandhija in Aurobindo Ghosha, jih označujejo kot izjemno lepe v pesniškem slogu in bogate v filozofiji.

## Postvedska hindujska besedila
Nove knjige, ki so se pojavile kasneje, so se imenovale smriti. Smriti literatura obsega itihase (epi kot sta Ramajana in Mahabharata), purane (mitološka besedila), agame (teološke razprave) in daršane (filozofska besedila).
Mnogi menijo, da dharmašastra (pravne knjige) tvorijo del smritija. Občasno so se pojavili veliki zakonodajalci (Manu, Jagnjavalkja in Parašara), ki so kodificirali obstoječe zakone in izločili zastarele, da so zagotovili skladnost hindujskega načina življenja z vedskim duhom in novimi časi. Kljub temu dharmašastre že dolgo časa zavračajo številne hindujske skupine, na primer struje kot so vedanta, bhakti, joga in tantra.
Hindujska filozofija teh epov odraža doktrino avatarja (utelešenje Boga v človeško bitje). Dva glavna avatarja boga Višnuja, ki se pojavljata v epih, sta Rama (heroj Ramajane) in Krišna (glavni protagonist v Mahabharati). V nasprotju z bogovi vedskih samhit ter meditativnih, mističnih in etičnih upanišadskih idej o vseprisotnem in brezobličnem Brahmanu, so avatarji teh epov precej bolj razvite osebnosti, ljubeče in pravične poosebitve Vrhovnega Bitja med smrtniki.

## Bhagavad-gita
Mnogo hindujcev meni, da najbolj jedrnato in najmočnejšo okrajšavo silno raznolikega kraljestva hindujske misli najdemo prav v Bhagavad-giti. V bistvu je besedilo mikrokozmos vedske, jogijske, vedantske in celo tantrične misli. Bhagavad-gita (dobesedno: Pesem Boga) je del epske pesmi Mahabharate, cenijo pa jo povsod v hinduizmu. Knjiga ne nagovarja le častilce Višnuja, temveč vse ljudi, zato jo sprejemajo člani vseh hindujskih ločin kot izvirno besedilo. Uvodni rek vsakega poglavja Bhagavad-gite omenja besedilo kot »Gita Upanišad« ter kot »sveto besedilo joge,« zato lahko sklepamo, da v tem besedilu Gospod Krišna govori o resnicah joge in o upanišadah za vse ljudi.
Častilce najbolj pritegne pogosta prepoved Krišne, ki pravi naj ljudje ne odrekajo umrljivega človeškega jaza neskončni Gospodovi ljubezni. Ne govori le o umu in o prirojenem hindujskem občutku za dharmo, temveč poziva k neustavljivi ljubezni. Ko ljubimo Boga, ljubimo tudi svoj nesmrtni Jaz, v sebi najdemo harmonijo in mir v celem kozmosu. Gita govori o omiki uma, primerni uporabi telesa ter o ohranjanju ravnotežja z velikim Jazom. Bhagavad-gita se resnično predstavlja kot odrešitveno sveto besedilo, katerega sporočilo je univerzalno.

## Purane
Purane so ogromen književni opus raznih zgodb in alegorij. Osemnajst jih velja za Mahapurane ali »Velike purane«, zato so določilni viri o bogovih in boginjah, verskih obredih ter svetih krajih (večina se jih nahaja na indijski podcelini, poznani kot Bharat).

## Saivitske himne Tevaram
Tevaram je korpus izjemnih himen, prežetih z bhakti. Pred več kot 1400-1200 leti so jih napisali trije saivitski avtorji, in sicer v klasičnem tamilskem jeziku. Besedila imajo zaslugo za vzpon bhakti gibanja po celi Indiji.

## Vaišnavske himne Divja prabandha
Nalajira divja prabandha je božanska zbirka 4,000 verzov (v tamilščini nalajira pomeni štiritisoč), ki jih je pred 8. stoletjem n. št. napisalo dvanajst alvarjev. V sodobno obliko pa jih je med 9. in 10. stoletjem preuredil Nathamuni. Besedilo je kanonizacija dvanajstih vaišnavskih pesniških svetnikov. Te pesmi še dandanes pogosto prepevajo. Preden jih je Nathamuni uredil v antologijo se se izvirna besedila izgubila. Prabandha opeva slavo Srimana Narayane (ali Višnuja) v njegovih številnih oblikah. Alvarji so te pesmi prepevali v raznih svetiščih, poznanih kot divja desam.
V južni Indiji, še posebej v Tamil Naduju, je Divja prabandha enakovredna vedam, zato je besedilo znano tudi kot Dravida veda. V mnogih templjih, na primer v Srirangamu, je prepevanje Divja prabandhe del vsakodnevnih obredov. Med 4,000 verzi še posebej izstopa 1,000+ verzov, ki so poznani kot Thiru Vaajmozhi; njihov avtor je Nammalvar (Kaaril Maaran Sadagopan) iz Thiruk Kurugoorja.

## Tantre
Tantre so mnogotera in raznovrstna besedila hindujskih in budističnih tradicij. Ukvarjajo se predvsem z ezoteričnimi temami. Avtorji besedil so pogosto neznani, saj pristaši tantrizma zagovarjajo božanski izvor tanter. Tantrična besedila nemalokrat opisujejo napredne tehnike in metode ter obrede, ti pa so zaviti v nekakšen kodni jezik, ki ga učencem tolmačijo njihovi guruji («duhovni učitelji«).

## Druga hindujska besedila
Druga dobro znana sveta besedila hinduizma vključujejo spise šole bhakti joga (ljubeča predanost Bogu), kot so Tulsidasove Ramčaritmane (epska pesnitev v slogu Miltonovega Izgubljenega raja, ki temelji na Ramajani), Džajadevova Gita Govinda (verska pesem, ki opeva božansko ljubezen med Krišno in Radho), Adi Šankarajevi komentarji in druga dela, Ramanudžačarjevih devet knjig (vključno z delom Sri Bhasja), Madhvačarjevi komentarji in Devi Mahatmja (pripovedi o Devi, hindujski božanski materi v njenih mnogih oblikah).